# خوسيه دي كاسترو إي أوروزكو
خوسيه دي كاسترو إي أوروزكو هو كاتب مسرحي وكاتب وأستاذ جامعي وشاعر وسياسي إسباني، ولد في 1808 في غرناطة في إسبانيا، وتوفي في 17 مايو 1869 في مدريد في إسبانيا. انتخب وزير وانتخب رئيس الجامعة وانتخب عضو مجلس الشيوخ الإسباني ‏.